# Nína Dögg Filippusdóttir
Nína Dögg Filippusdóttir (Reykjavik, 25 de febrero de 1974) es una actriz, guionista y productora islandesa, conocida por las series Los asesinatos del Valhalla (2019 -2020), Atrapados (2015) y las películas Children (2006), King Road, Reverse y Brim o Undercurrent (2010).

## Trayectoria
Dögg Filippusdóttir nació el 25 de febrero de 1974 en Reykjavik, capital de Islandia. Su carrera empezó en el 2000 con Dramarama, del director Ragnar Bragason pero se hizo famosa con The Sea (2002) dirigida por de Baltasar Kormákur.
Tiene una larga trayectoria en teatro y una extensa filmografía tanto en cine como en series de televisión, como Hafio (2002), La chica del café (2005), Los niños Börn o Börn (2006) del director Ragnar Bragason, en la cual fue actriz, compartiendo cartel con su esposo y guionista, Kóngavegur (2010), Brim (2010), dirigida por Árni Ásgeirsson, Bakk (2015) dirigida por Davíd Óskar Ólafsson y Gunnar Hansson, Case (2015 - ), Atrapados (2015), en la coproducción con Dinamarca Hjartasteinn (2016), Grafir & Bein (2016), Kill the poet (2016), Prisioneras (2017), y The Valhalla Murders (2019 - 2020).
Está casada con el actor Gísli Örn Garðarsson, uno de los fundadores de la compañía de teatro y cine Vesturport, y tienen dos hijos.